# Cerkev sv. Avguština, Orehovlje
Cerkev sv. Avguština v Orehovljah je prvič omenjena leta 1569. Sprva je bila posvečena ne le sv. Avguštinu, do okoli leta 1650 je bil njen zavetnik tudi sv. Danijel. Spadala je v veliko Šempetrsko župnijo. Prvotna cerkev je stala ob pokopališču na polju pod naseljem. Porušili so jo leta 1870. Nova cerkev, ki je prav tako posvečena sv. Avguštinu je bila postavljena med letoma 1879 in 1885 višje v naselju ob glavni cesti. Skupaj s cerkvijo se je preselilo tudi pokopališče, ki sedaj leži nasproti cerkve. Sedaj je cerkev podružnica Mirenske župnije.

### Oslali sakralni objekti v Orehovljah
Na področju današnjih Orehovelj pa so poleg cerkve sv. Avguština stale še podružnica Mirenske župnije cerkev sv. Egidija in kapeli sv. Antona Padovanskega in sv. Silvestra. Do današnjih dni se nobena izmednjih ni ohranila.